# Йосиф Сліпий (монета)
«Йо́сиф Сліпи́й» — пам'ятна монета номіналом 2 гривні, випущена Національним банком України. Присвячена церковному і громадському діячеві, педагогу, меценатові, богослову, патріарху Української греко-католицької церкви (1975—1984) Йосифу Сліпому (мирське ім'я — Йосип Іванович Коберницький-Дичковський).
Монету введено в обіг 20 червня 2017 року. Вона належить до серії «Видатні особистості України».

## Опис та характеристики монети
| Номінал грн. | Метал      | Маса, грам | Діаметр, мм. | Якість виготовлення       | Гурт     | Тираж, штук |
| ------------ | ---------- | ---------- | ------------ | ------------------------- | -------- | ----------- |
| 2            | нейзильбер | 12,8       | 31           | спеціальний анциркулейтед | рифлений | 35 000      |

### Аверс
На аверсі монети розміщено: угорі малий Державний Герб України, під яким рік карбування монети «2017», напис «УКРАЇНА» та номінал «2/ГРИВНІ»; на дзеркальному тлі зображено: ліворуч — римський собор (збудований за сприяння Йосифа Сліпого), під яким написи: «СОБОР/СВЯТОЇ/СОФІЇ,/РИМ»; праворуч — львівський собор, під яким написи: «СОБОР/СВЯТОГО/ ЮРА,/ЛЬВІВ» (собор Галицької митрополії УГКЦ, очолюваної митрополитом Йосифом Сліпим, у якому покоїться його прах); логотип Банкнотно-монетного двору Національного банку України (ліворуч).

### Реверс
На реверсі монети на дзеркальному тлі зображено портрет Йосифа Сліпого, який ніби затиснутий кутами матових площин, що символізують мученицьку, подвижницьку долю патріарха, з обох сторін від портрета — слова з його заповіту: «…МОЛІТЬСЯ,/ПРАЦЮЙТЕ І/БОРІТЬСЯ ЗА/ ЗБЕРЕЖЕННЯ/ХРИСТИЯНСЬКОЇ/ДУШІ» (ліворуч), «КОЖНОЇ/ЛЮДИНИ/ УКРАЇНСЬКОГО/РОДУ І ЗА ВЕСЬ/УКРАЇНСЬКИЙ/НАРІД…» (праворуч) та написи: «ПАТРІАРХ ЙОСИФ/СЛІПИЙ»; унизу — герб патріарха, з обох сторін від якого зазначено роки його життя — «1892» та «1984».

## Автори

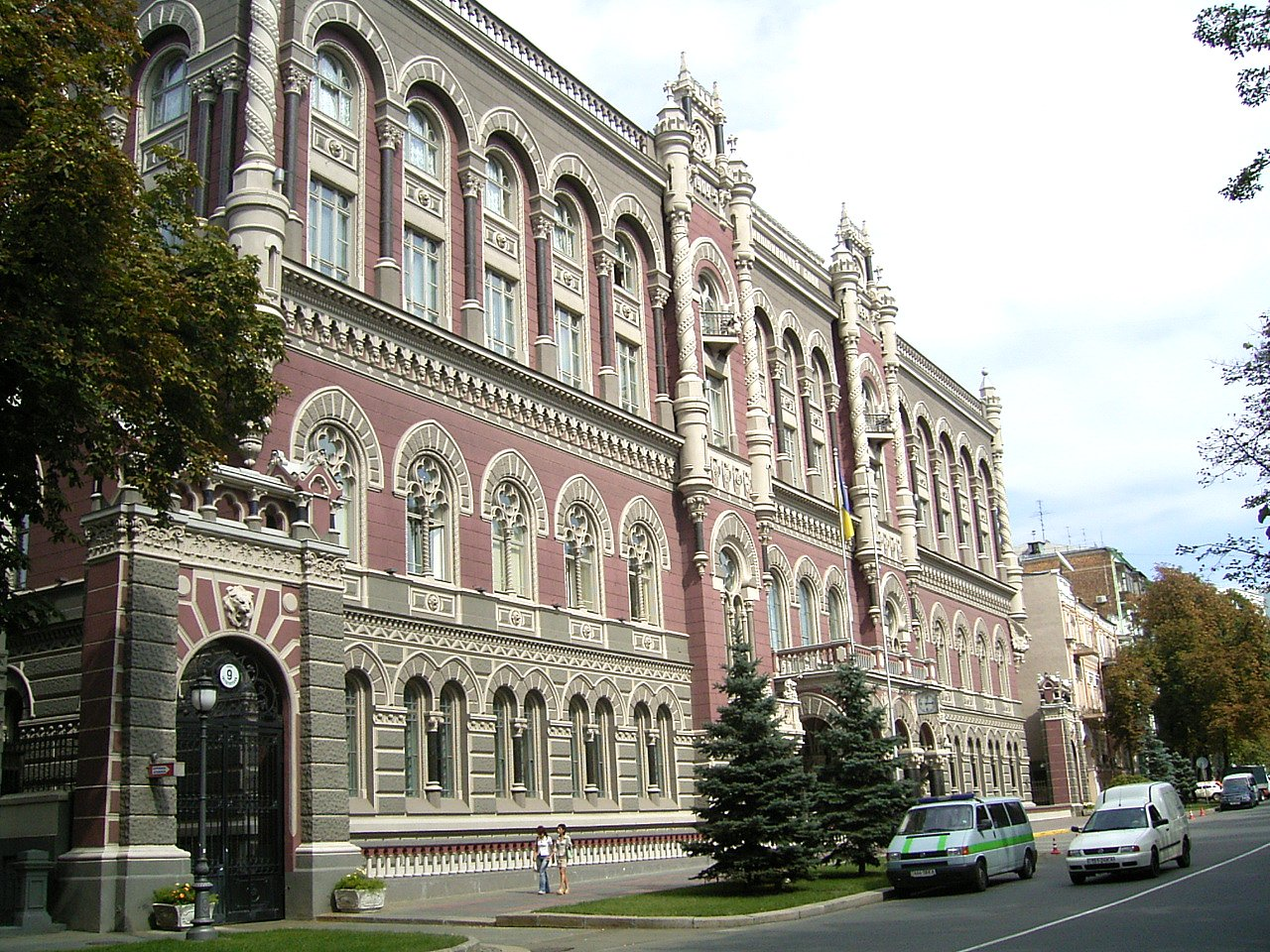
Будівля Національного банку України

- Художники: Таран Володимир, Харук Олександр, Харук Сергій.
- Скульптори: Демяненко Анатолій, Атаманчук Володимир.

## Вартість монети
Під час введення монети в обіг 2017 року, Національний банк України реалізовував монету через свої філії за ціною 35 гривень.
Фактична приблизна вартість монети, з роками змінювалася так:
| Рік        | 2018 | 2019 | 2020 | 2021 | 2022 | 2023 | 2024 | 2025 |
| ---------- | ---- | ---- | ---- | ---- | ---- | ---- | ---- | ---- |
| Ціна, грн. | 70   | 65   | 65   | 65   | 65   | 95   | 145  | 155  |